# 蒙日路
蒙日路（Rue Monge）是巴黎第五区的一条街道，南北走向。它开辟于1859年，长1260米，宽20米。始于圣日耳曼大道47号和圣女日南斐法山路1号，止于avenue des Gobelins 1号和rue de Bazeilles5号。

## 交通
沿蒙日路，有巴黎地铁7号线的桑西埃-多邦顿站和蒙日广场站，以及巴黎地铁10号线的勒莫万枢机站和莫贝-医保互助会站。

## 名称
蒙日路于1864年命名，得名于法国数学家加斯帕尔·蒙日 (1746-1818)，巴黎综合理工学院的创始人。

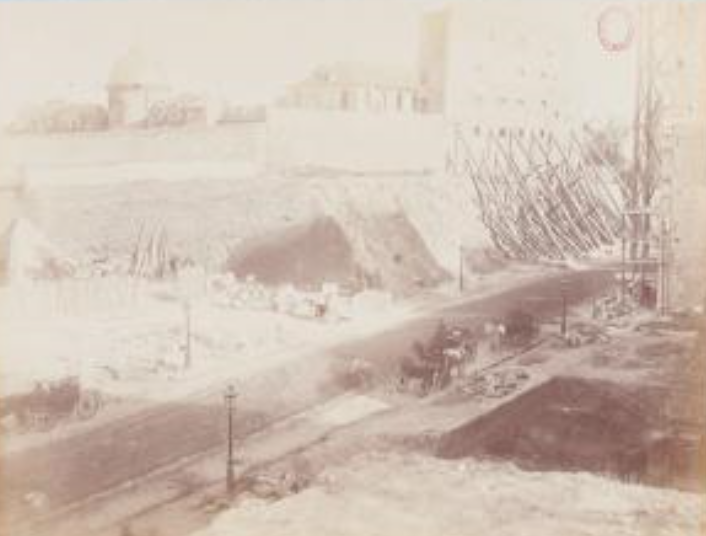
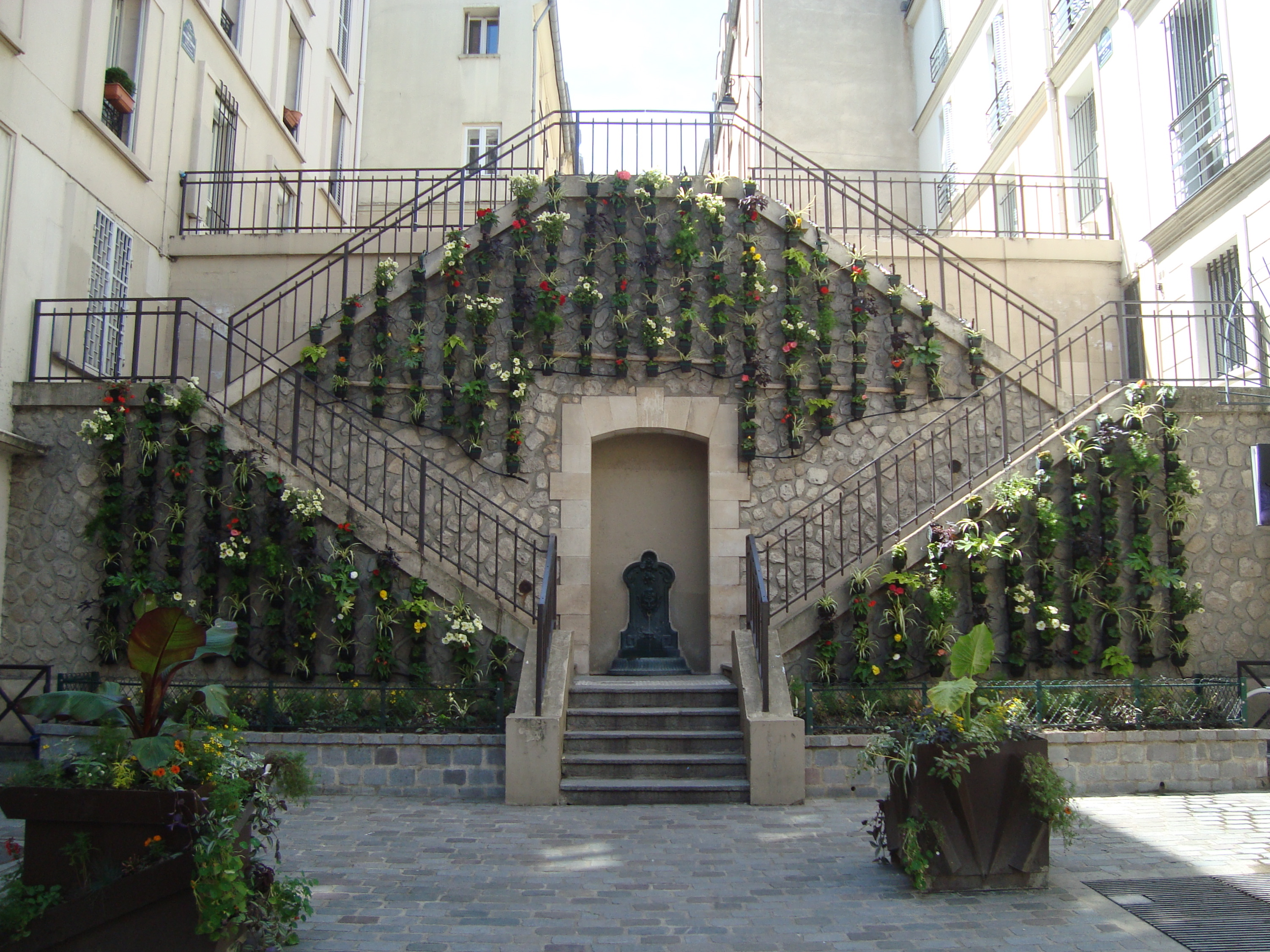

## 历史建筑

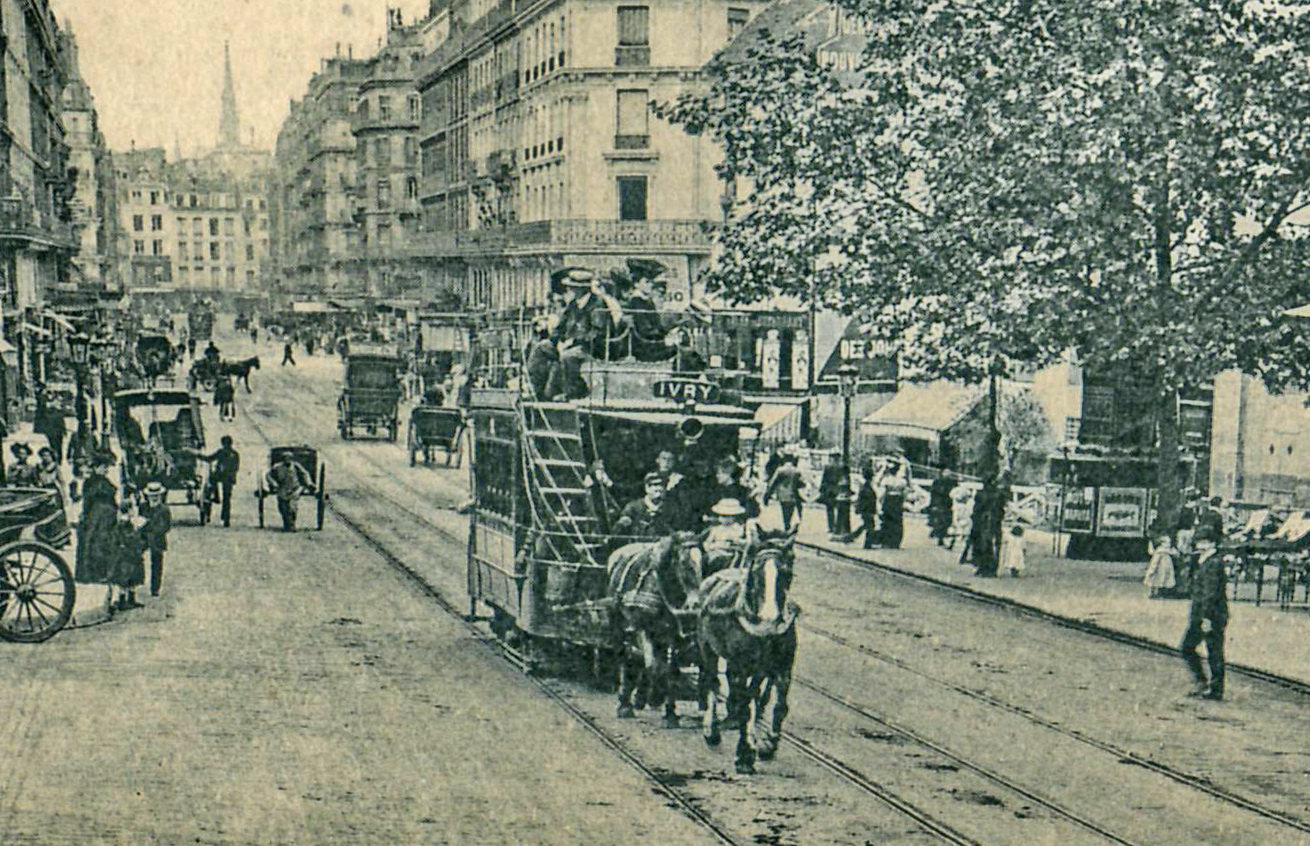
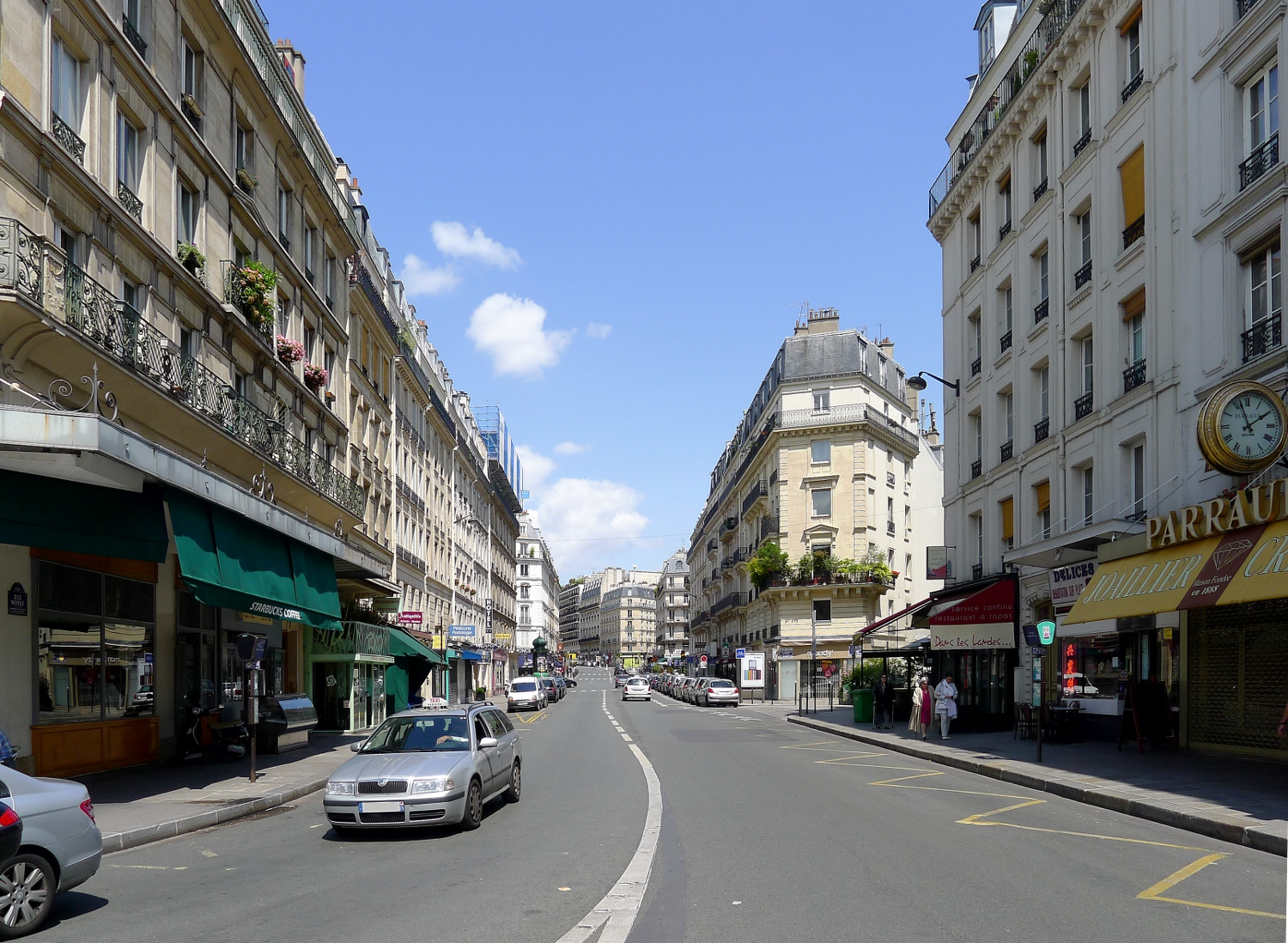
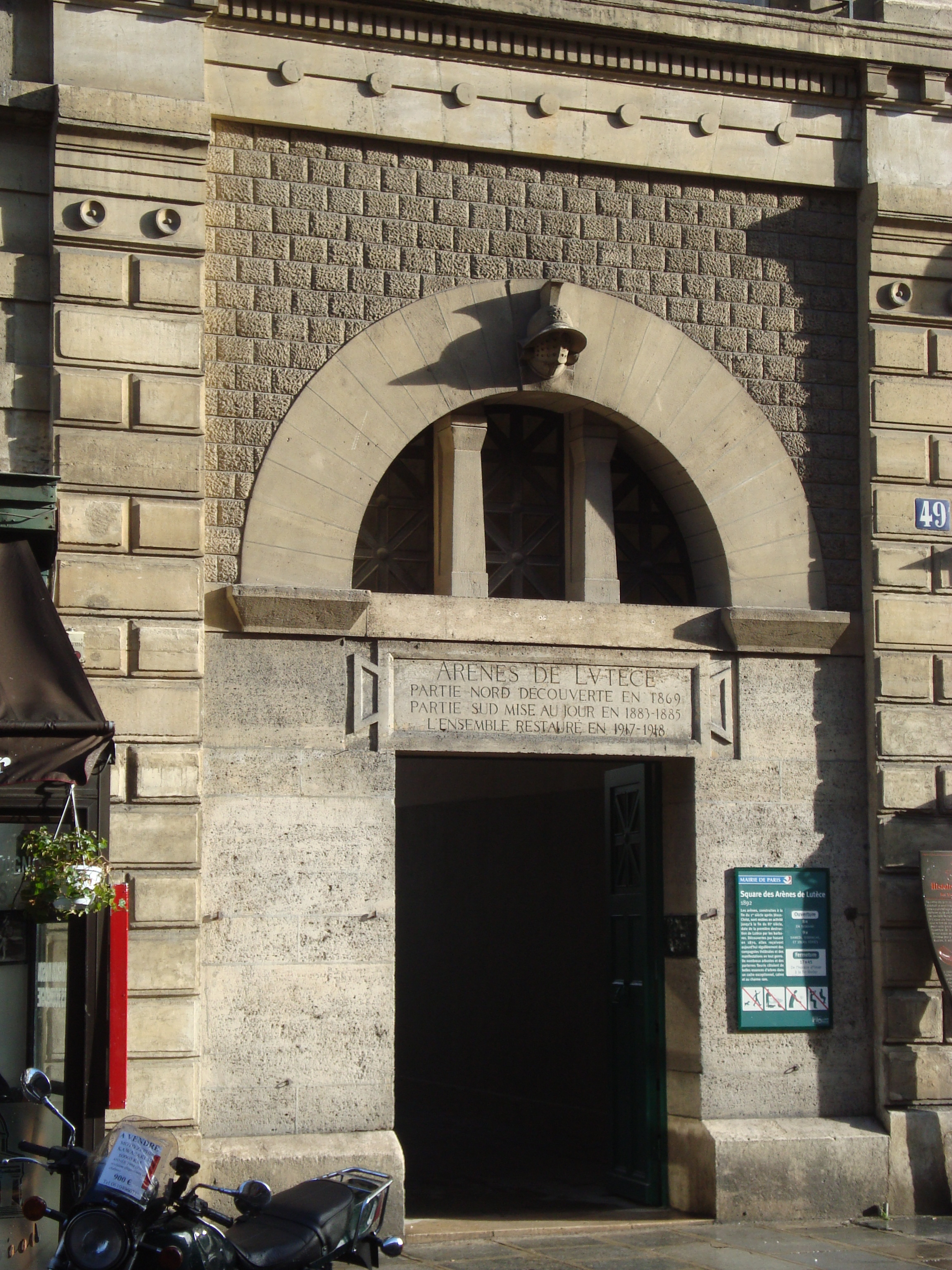
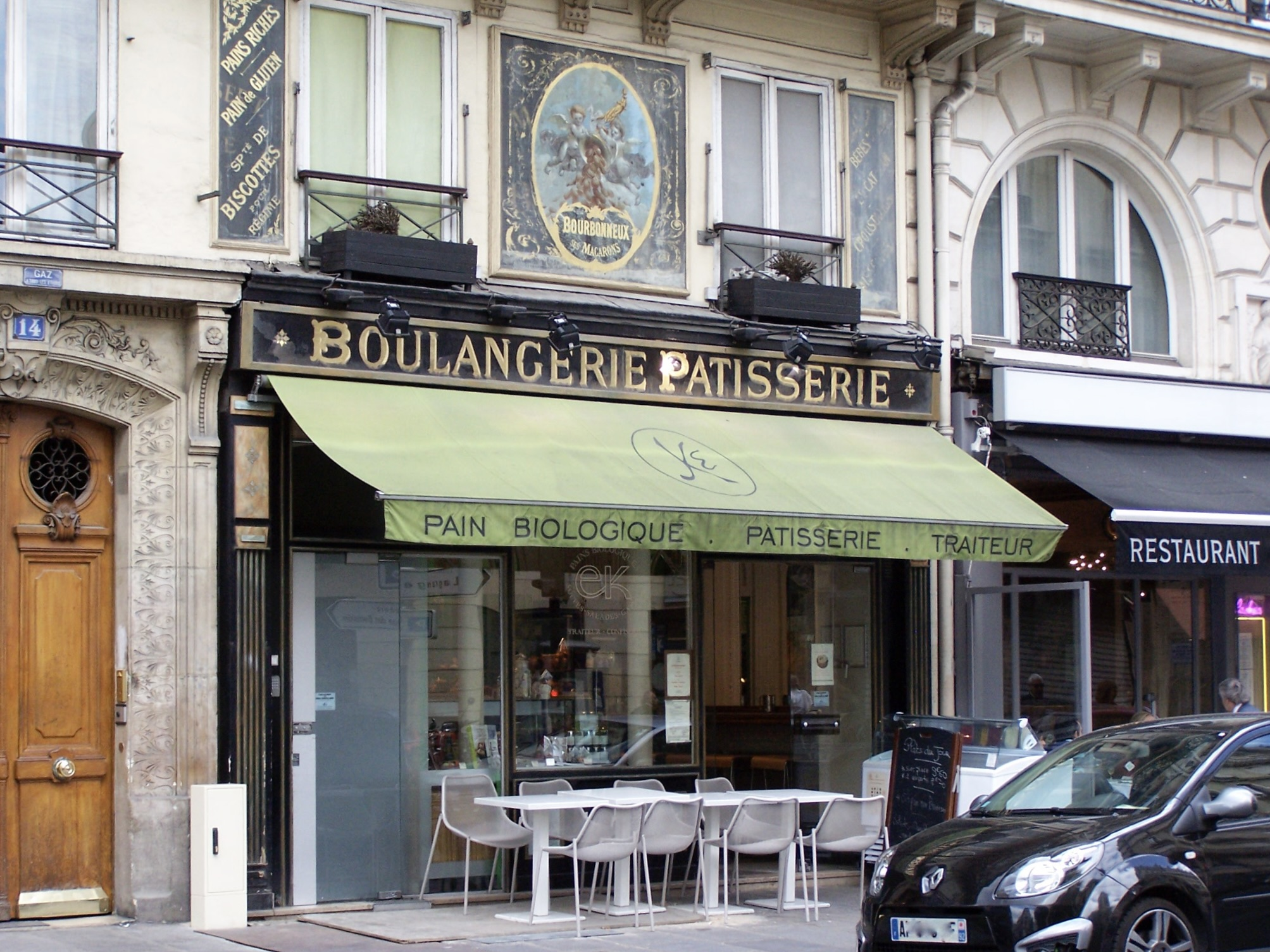
14号

- 6号
- 12号[2].
- 13号[3]
- 14号[4].
- 31号
- 34号
- 49号
- 54号
- 88号

- 14号